# Монар џонбан
32° 39′ 1.65″ N 51° 35′ 39.11″ E / 32.6504583° С; 51.5941972° И
Монар Џонбан (Љуљајући минарети; персијски: منارجنبان Менар Џомбан) историјски је споменик културе који се налази у Исфахану, у центру Ирана. Изградња овог здања је започета у 14. веку као маузолеј Аму Абдулаха Соклаија. Његова значајна карактеристика је да ако се један од минарета је пољуља, и други минарет ће се и љуљати.

## Историја
Ајван и портал су вероватно подигнути убрзо после 1316. као маузолеј Аму Абдулаха Соклаија, гностик који је сахрањен овде. Минарети од цигле су изграђени касније, вероватно у периоду Сафавидске династије (15-17. век).
Висина трема је 10 а његова ширина 10 метара. Висина минарета од крова трема износи 7 метара, а обим сваког минарета је 4 метра. На крову изнад маузолеја се виде украси израђени од цигле.

## Љуљајући минарети
Минарети су одговорни за славу маузолеја, иначе безначајног са архитектонског аспекта. Због односа између висине и ширине од минарета и ширине трема, ако је пољуљано једно минаре, а други ће се љуљати. Овај пример спрегнутих осцилација може се посматрати са нивоа тла.